# ۳-آمینو-۵-نیتروسالیسیلیک اسید
۳-آمینو-۵-نیتروسالیسیلیک اسید (به انگلیسی: 3-Amino-5-nitrosalicylic acid) با فرمول شیمیایی C۷H۶N۲O۵ یک ترکیب شیمیایی است. که جرم مولی آن ۱۹۸٫۱۳۲۹۴ g/mol می‌باشد. 